# Oštrelj (Bosanski Petrovac)
Oštrelj (szerbül: Оштрељ) szerb falu Bosznia-Hercegovinában, a Bosznia-hercegovinai Föderáció Una-Szanai kantonjában, Bosanski Petrovac községben.

## Fekvése
Bosznia-Hercegovina nyugati részén, Bihácstól légvonalban 56, közúton 65 km-re délkeletre, Bosanski Petrovactól légvonalban 9, közúton 12 km-re délre, a Klekovače és Osječenica-hegységek közötti hágónál, az azonos nevű hegycsúcs alatt fekszik. Áthalad a falun az M14.2 Bosanski Petrovac – Drvar főút. Lombhullató és tűlevelű erdőkben gazdag terület.

## Népessége
| Nemzetiségi csoport | Népesség 1991 | Népesség 2013 |
| ------------------- | ------------- | ------------- |
| Szerb               | 46            | 0             |
| Bosnyák             | 2             | 2             |
| Horvát              | 0             | 0             |
| Jugoszláv           | 1             | 0             |
| Egyéb               | 1             | 2             |
| Összesen            | 50            | 4             |

## Története
A római korban itt vezetett át Claudius útja Dalmáciából a Szana völgyébe. Erről ma is korabeli úti jelzések és feliratok tanúskodnak. Egy ilyen tereptárgy Krivodolban van Oštrelj előtt, egy magában Oštreljben, egy pedig Jelačića Dolban. Ezt követően a római út Šekovacon (Vedro Polje) keresztül ereszkedik le a Petrovaci mezőre. Az út i.sz. 47/48-ban épült.

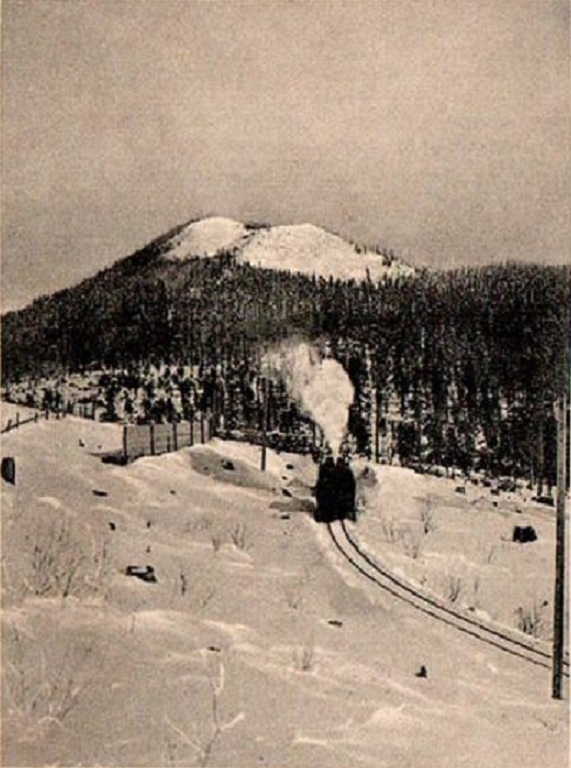
Az oštrelji Steinbeisbahn

A 19. század végén a boszniai Krajina hegyvidékén Otto von Steinbeis bajor iparos szervezésében megkezdődött az erdővagyon nagyarányú kiaknázása. Cégének saját keskeny nyomtávú vasútja volt, amelyet a német Krauss-Maffei cég épített 1904-ben. A vasútvonal fővonala a Prijedor - Srnetica - Knin útvonalon 232 km hosszúsággal, és mintegy 400 km erdei vágánnyal rendelkezett. A vasúti forgalmat 33 mozdony, mintegy ötszáz teher- és 60 személykocsi szolgálta. 1920-ban a vasút a Steinbeis Vasúti Vállalat (ŠIPAD) tulajdonába került, melynek igazgatósága Oštreljben volt található. A településnek 360 lakosa volt, és nagy számban érkeztek oda munkások. Oštreljben volt egy elemi iskola, egy ideig női háztartási iskola, majd csendőrállomás, magánbolt, étkezde, két kocsma, valamint egy munkás beszerzési és fogyasztási szövetkezet. 1925 után egy ideig Oštrelj plébánia székhelye volt a katolikus munkások szükségleteire. Az oštrelji katolikus plébániaház és a kápolna 1941. július végén a csetnik lázadás idején égett le.
A második világháború alatt az Oštrelj környéki vasutat több alkalommal is partizánok használták. A NOV POJ Legfelsőbb Főhadiszállása Josip Broz Titoval 1942. október 8-án Mlinište irányából érkezett Oštreljbe, és egy kisebb alakulatban telepedett le. Oštrelj ekkor a Bihácsi Köztársaság szabad területéhez tartozott. A Bihácsi Köztársaság területe 250 km hosszú és 80-100 km széles volt. Abban az időszakban ez volt az egyetlen vasút, amely az ország Németország által meg nem megszállt területén közlekedett.

## Nevezetességei
- Az oštrelji Tito partizánvonatot Bosznia-Hercegovina nemzeti emlékművévé nyilvánították.[7]

- Az 1984-ben Szarajevóban megrendezett XIV. Téli Olimpiai Játékok után Oštreljben sífelvonóval ellátott téli sportcentrum épült. Azóta a síközpontot alaposan felújították, és 2007-ben kezdte meg újra a működését. A síközpontban két 1500 és 950 méter hosszú pálya között található egy felvonó. A legkisebbek számára babafelvonóval is rendelkeznek.

## Fordítás
- Ez a szócikk részben vagy egészben  az   Oštrelj (Bosanski Petrovac) című bosnyák Wikipédia-szócikk ezen változatának fordításán alapul.  Az eredeti cikk szerkesztőit annak laptörténete sorolja fel. Ez a jelzés csupán a megfogalmazás eredetét és a szerzői jogokat jelzi, nem szolgál a cikkben szereplő információk forrásmegjelöléseként.